# فردریک چپمن رابینز
فردریک چپمن رابینز (به انگلیسی: Frederick Chapman Robbins) ‏ (۲۵ اوت ۱۹۱۶ - ۴ اوت ۲۰۰۴) پزشک متخصص کودکان و ویروس‌شناس اهل آمریکا بود. وی در سال ۱۹۵۴ به‌همراه جان اندرز و تامس هاکل ولر برنده جایزه فیزیولوژی و پزشکی شد.